# Emily Hampshire
Emily Hampshire (Montreal, 29 agosto 1981) è un'attrice e doppiatrice canadese naturalizzata statunitense, attiva in campo televisivo e cinematografico.
È nota soprattutto per aver interpretato Stevie nella serie TV Schitt's Creek, un ruolo che le ha valso sei vittorie al Canadian Screen Awards tra il 2015 e il 2021.

## Filmografia parziale

### Cinema
- Snow Cake, regia di Marc Evans (2006)
- Boygirl - Questione di... sesso (It's a Boy Girl Thing), regia di Nick Hurran (2006)
- The Trotsky, regia di Jacob Tierney (2009)
- Cosmopolis, regia di David Cronenberg (2012)
- Madre! (Mother!), regia di Darren Aronofsky (2017)
- La mia vita con John F. Donovan (The Death and Life of John F. Donovan), regia di Xavier Dolan (2018)
- Humane, regia di Caitlin Cronenberg (2024)

### Televisione
- Hai paura del buio? - serie TV, 1 episodio (1994)
- L'ultimo padrino - serie TV, 1 episodio (1997)
- Pianeta Terra - Cronaca di un'invasione - serie TV, 1 episodio (1997)
- PSI Factor - serie TV, 1 episodio (2000)
- Nikita - serie TV, 1 episodio (2000)
- Doc - serie TV, 1 episodio (2001)
- The Associates - serie TV, 1 episodio (2001)
- Mutant X - serie TV, 1 episodio (2002)
- Nero Wolfe - serie TV, 1 episodio (2002)
- L'undicesima ora - serie TV, 1 episodio (2002)
- Alla corte di Alice - serie TV, 1 episodio (2004)
- La leggenda di Earthsea - serie TV, 1 episodio (2004)
- Il mio non fidanzato per Natale (Hitched for the Holidays), regia di Michael Scott – film TV (2012)
- Rookie Blue - serie TV, 4 episodi (2013)
- Man Seeking Woman - serie TV, 1 episodio (2015)
- L'esercito delle 12 scimmie - serie TV, 40 episodi (2015-2018)
- Schitt's Creek - serie TV, 78 episodi (2015-2020)
- The rig - serie TV (2023-2024)

## Doppiatrice
- Anne of Green Gables: The Animated Series - serie TV, 23 episodi (2000-2002)
- Sorriso d'argento - serie TV, 1 episodio (2001)
- Atomic Betty - serie TV, 1 episodio (2004)
- Miss Spider's Sunny Patch Friends - serie TV, 3 episodi (2004-2005)
- Carl² - serie TV, 14 episodi (2005-2006)
- Ruby Gloom - serie TV, 26 episodi (2006-2007)

## Doppiatrici italiane
Nelle versioni in italiano delle opere in cui ha recitato, Emily Hampshire è stata doppiata da:
- Myriam Catania ne L'esercito delle 12 scimmie, Schitt's Creek
- Chiara Gioncardi in Boygirl - Questione di... sesso, Chapelwaite
- Alessia Amendola in Cosmopolis
- Benedetta Degli Innocenti in Humane